# Route 6 (Paraguay)
Pour les articles homonymes, voir Route 6.
La route 6 (en espagnol : Ruta 6 ou Ruta Nacional N° 6 "Dr. Juan León Mallorquín") est une route du Paraguay reliant Encarnación à Minga Guazú (es). Sa longueur est de 247 km.

## Péages
- km 30 : Péage de Trinidad
- km 175 : Péage d'Iruña

## Localités
| Kilomètre | Localité                   | Département | Intersection |
| --------- | -------------------------- | ----------- | ------------ |
| 0         | Encarnación                | Itapúa      | Route 1      |
| 6         | Capitán Miranda (es)       | Itapúa      |              |
| 31        | Trinidad                   | Itapúa      |              |
| 35        | Hohenau (es)               | Itapúa      |              |
| 38        | Obligado (es)              | Itapúa      |              |
| 48        | Bella Vista (es)           | Itapúa      |              |
| 71        | Pirapó (es)                | Itapúa      |              |
| 87        | Capitán Meza (es)          | Itapúa      |              |
| 93        | Edelira (es)               | Itapúa      |              |
| 119       | Tomás Romero Pereira (es)  | Itapúa      |              |
| 138       | San Rafael del Paraná (es) | Itapúa      |              |
| 180       | Naranjal (es)              | Alto Paraná |              |
| 206       | Santa Rita (es)            | Alto Paraná |              |
| 225       | Tavapy (es)                | Alto Paraná |              |
| 247       | Minga Guazú (es)           | Alto Paraná | Route 7      |